# Origen D. Richardson

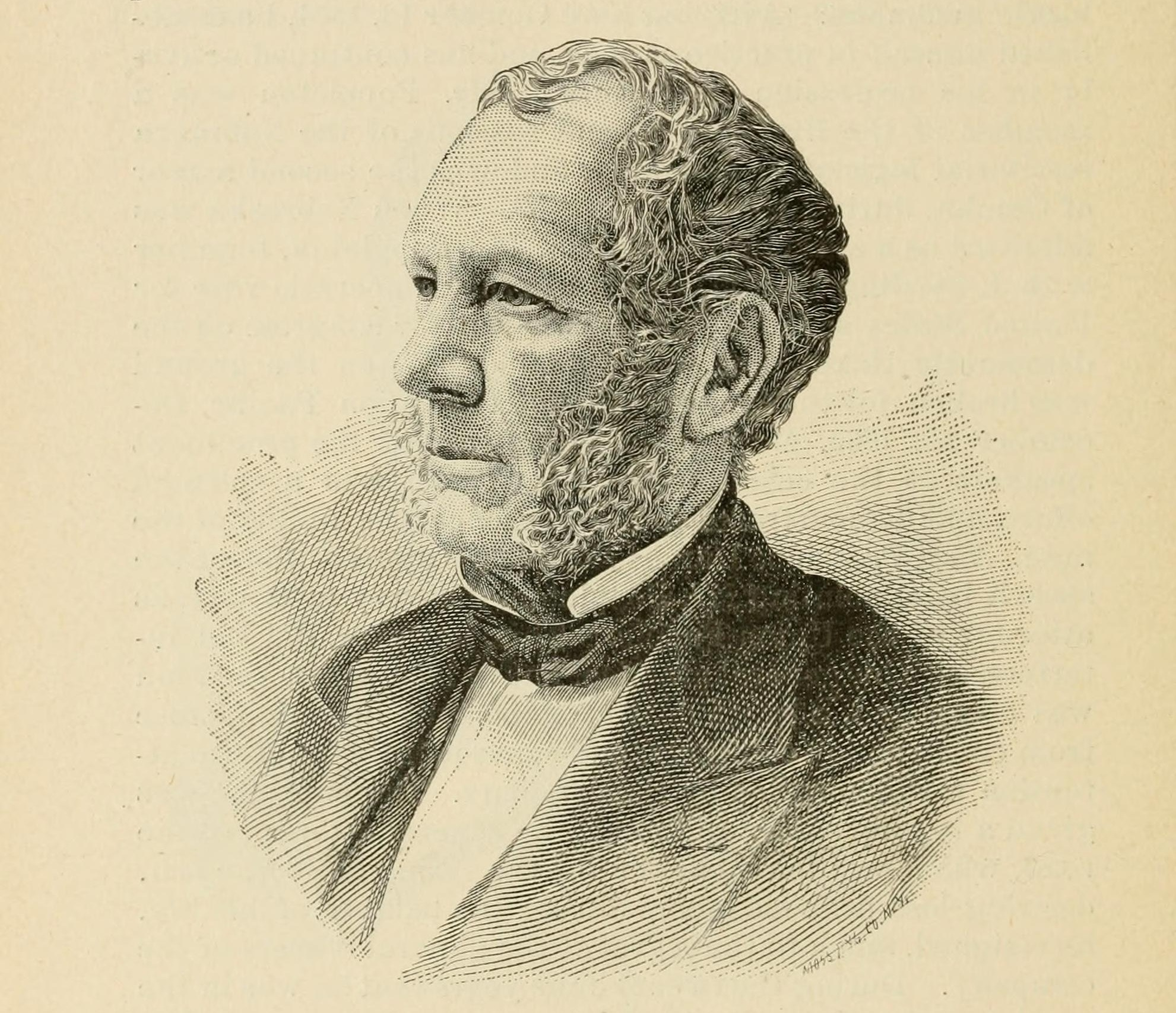
Origen D. Richardson

Origen Drew Richardson (* 20. Juli 1795 in Woodstock, Vermont; † 29. November 1876 in Omaha, Nebraska) war ein US-amerikanischer Politiker. Zwischen 1842 und 1846 wirkte er als Vizegouverneur des Bundesstaates Michigan.

## Werdegang
Nach einem Jurastudium und der Zulassung als Rechtsanwalt arbeitete Origen Richardson in diesem Beruf bis 1826 in Vermont. Während des Britisch-Amerikanischen Krieges von 1812 diente er in der US Army. Im Jahr 1826 zog er nach Pontiac im Michigan-Territorium, wo er ebenfalls als Anwalt praktizierte. Zwischen 1830 und 1836 war er Staatsanwalt im dortigen Oakland County. Gleichzeitig schlug er eine politische Laufbahn als Demokrat ein. Von 1835 bis 1836 sowie nochmals im Jahr 1841 war er als Abgeordneter im Repräsentantenhaus von Michigan vertreten.
1841 wurde Richardson an der Seite von John S. Barry zum Vizegouverneur von Michigan gewählt. Dieses Amt bekleidete er zwischen 1842 und 1846. Dabei war er Stellvertreter des Gouverneurs und Vorsitzender des Staatssenats. Nach seiner Zeit als Vizegouverneur wurde er bis 1854 wieder als Anwalt in Pontiac tätig. Im Herbst desselben Jahres zog er nach Omaha im Nebraska-Territorium. Dort wurde er Mitglied der territorialen Legislative. Richardson war an der Ausarbeitung von Gesetzen des zukünftigen Staates Nebraska beteiligt. Er starb am 29. November 1876 in Omaha, wo er begraben wurde.